# Krzyż Mariański
Krzyż Mariański Zakonu Krzyżackiego (niem.: Marianer-Kreuz des Deutschen Ritterordens) – honorowe odznaczenie Zakonu Szpitala Najświętszej Maryi Panny Domu Niemieckiego w Jerozolimie ustanowione w 1871.

## Historia
Po sekularyzacji majątków kościelnych pod koniec XVIII i na początku XIX wieku zakon krzyżacki zachował już tylko znikome posiadłości na terenie monarchii habsburskiej. W 1809 roku został rozwiązany przez cesarza Francuzów Napoleona I. Odnowił go w 1839 cesarz Austrii Ferdynand I Habsburg i od tego momentu godność wielkiego mistrza pełnili członkowie domu panującego.
Liczba rycerzy zakonnych była niewielka. W roku 1871 wielki mistrz aks. Wilhelm ustanowił w celu nagradzania działalności szpitalnej i charytatywnej osób świeckich, niebędących rycerzami zakonu oraz kobiet specjalne odznaczenie dla wolontariuszy, Krzyż Mariański.  Po roku 1918 i upadku Habsburgów austriackich odznaczenia nie nadawano.
W 1929 roku został przekształcony przez papieża Piusa XI z zakonu rycerskiego w klerycki zakon żebrzący, a jego działalność została ograniczona do terytorium Niemiec, Austrii i Włoch.

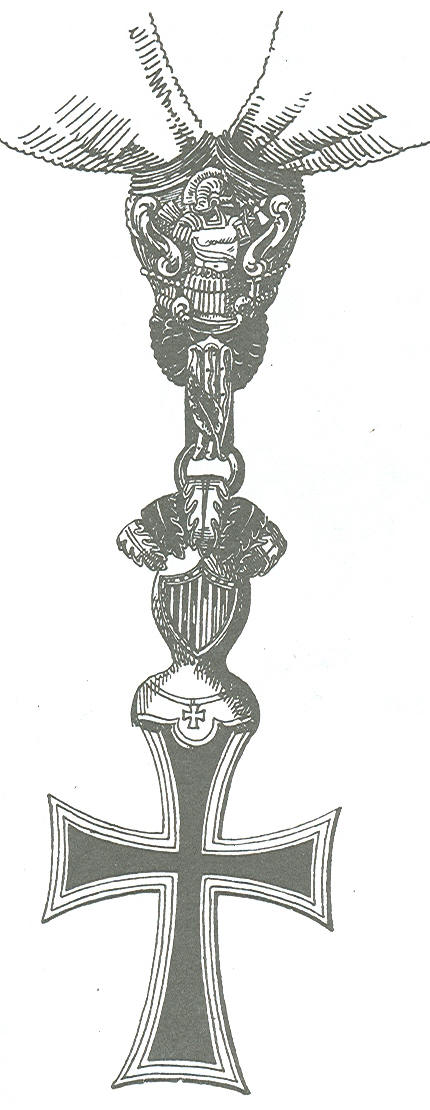
Odznaka zakonna (Rycerz z Prawa)

Przywrócono też nadawanie Krzyża Mariańskiego zasłużonym przyjaciołom zakonu, a dawni świeccy zakonnicy nosili swoje dawne odznaki (bez środkowego medalionu z czerwonym krzyżem) na czarnych, jedwabnych wstęgach, mocowanych tak, jak Krzyż Mariański.
Marianami (Kawalerami Honorowymi) byli m.in. Konrad Adenauer i Otto von Habsburg.

## Wygląd Krzyża Mariańskiego
Wzorowana na emblemacie zakonu krzyżackiego oznaka odznaczenia to krzyż łaciński z rozszerzonymi zakończeniami ramion czyli tzw. krzyż teutoński, obustronnie emaliowany na czarno z białą bordiurą. W medalionie środkowym awersu widnieje emblemat Czerwonego Krzyża w białym polu, otoczony napisem „ORDO TEUTONICUM HUMANITATI” (Zakon Niemiecki za humanitarność), w medalionie rewersu w białym polu data „1871”.